# Szabadkígyós
Szabadkígyós är en ort i Ungern. Den ligger i provinsen Békés, i den centrala delen av landet, 190 km sydost om huvudstaden Budapest. Antalet invånare är 2 959.